# Frederick A. Conkling

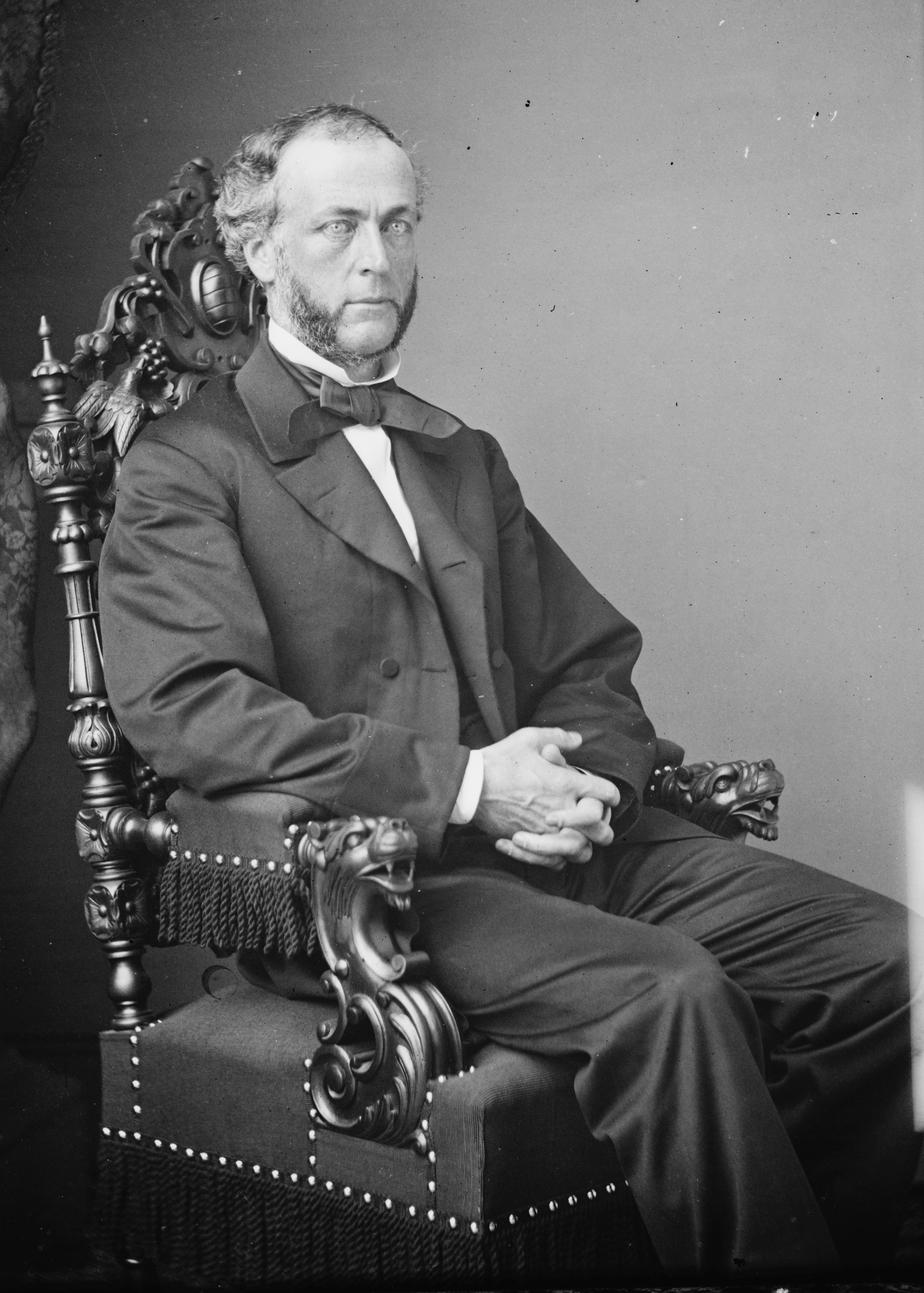
Frederick A. Conkling

Frederick Augustus Conkling (* 22. August 1816 in Canajoharie, New York; † 18. September 1891 in New York City) war ein US-amerikanischer Offizier und Politiker. Zwischen 1861 und 1863 vertrat er den Bundesstaat New York im US-Repräsentantenhaus.

## Werdegang
Frederick Augustus Conkling wurde ungefähr eineinhalb Jahre nach dem Ende des Britisch-Amerikanischen Krieges in Canajoharie geboren. Er verfolgte klassische Altertumswissenschaften und besuchte die Albany Academy. Conkling ging kaufmännischen Geschäften in New York City nach. Er saß in den Jahren 1854, 1859 und 1860 in der New York State Assembly. Nach dem Ausbruch des Bürgerkrieges stellte er im Juni 1861 das 84. Regiment der New York Volunteers auf und diente dort als Colonel. Er nahm am Shenandoah-Valley-Feldzug teil. Nach dem Krieg war er einer von den Mitbegründern der West Side Savings Bank in New York City und fungierte viele Jahre als deren Präsident. Danach wurde er Präsident der Aetna Fire Insurance Co. in Hartford (Connecticut) – eine Stellung, die er bis zu deren Liquidation im Jahr 1880 innehatte.
Politisch gehörte er der Republikanischen Partei an. Bei den Kongresswahlen des Jahres 1860 wurde er im sechsten Wahlbezirk von New York in das US-Repräsentantenhaus in Washington, D.C. gewählt, wo er am 4. März 1861 die Nachfolge von John Cochrane antrat. Zwei Jahre später erlitt er bei seiner Wiederwahlkandidatur eine Niederlage und schied nach dem 3. März 1863 aus dem Kongress aus.
Conkling kandidierte 1868 erfolglos als Republikaner für das Amt des Bürgermeisters von New York City. Ferner war er der Verfasser von zahlreichen Pamphleten zu politischen, wirtschaftlichen und wissenschaftlichen Themen. Er verstarb am 18. September 1891 in New York City und wurde auf dem Green-Wood Cemetery in Brooklyn beigesetzt.
Der Kongressabgeordnete Alfred Conkling war sein Vater, der Kongressabgeordnete und US-Senator Roscoe Conkling sein Bruder.